# Seto Surya
Seto Surya é um filme de drama nepalês de 2016 dirigido e escrito por Deepak Rauniyar. Foi selecionado como representante de seu país ao Oscar de melhor filme estrangeiro em 2018.

## Elenco
- Dayahang Rai = Agni / Chandra
- Asha Magrati Durga
- Rabindra Singh Baniya - Suraj
- Sumi Malla - Pooja
- Amrit Pariyar - Badri
- Deepak Chetri
- Deshbhakta Khanal